# Phare de Viirelaid
Le phare de Viirelaid (en estonien : Viirelaiu Tuletorn) est un phare situé sur l'île de Viirelaid (archipel de Moonsund) à l'ouest la grande île de Saaremaa, appartenant à la commune de Muhu dans le Comté de Saare, en Estonie.
Il est géré par l'Administration maritime estonienne ,.

## Histoire
Le premier phare, une tour en bois construite en 1857, portait l'ancien nom latin de l'île Paternoster.
Le phare actuel a été construit en 1881. Il est le plus ancien phare métallique d' Estonie. Après la Seconde Guerre mondiale, comme il avait été endommagé, la tour a été recouverte d'une dalle de béton de 10 à 12 cm d'épaisseur à l'extérieur.
En 2002, le phare a été rénové.

## Description
Le phare  est une tour cylindrique de 13 mètres de haut, avec une galerie et une lanterne rouge. Il émet, à une hauteur focale de 17 mètres, un  éclat blanc et rouge selon secteur directionnel, toutes les 8 secondes. Sa portée nominale est de 9 milles nautiques (environ 17 km).
Identifiant : ARLHS : EST-060 ; EVA-785 - Amirauté : C-3636 - NGA : 12516 .

## Caractéristique dufeu maritime
Fréquence : 8 secondes (W-R)
- Lumière : 2.5 secondes
- Obscurité : 6.5 secondes

|                             |
| Île Saaremaa (localisation) |

|                  |
| Île de Viirelaid |

### Lien connexe
- Liste des phares d'Estonie